# Dejna Skali
Dejna Skali je lik iz američke serije Dosije iks koga tumači glumica Džilijan Anderson. Ona je specijalni agent FBI-ja i radi sa agentom Foks Molderom na rešavanju misterioznih slučajeva paranormalne prirode. Studirala je prvo fiziku, a zatim i medicinu da bi se odlučila da radi za FBI kao forenzički patolog.